# Bruce Lowery
Pour les articles homonymes, voir Lowery.
Bruce Lowery est un écrivain américain, né le 14 février 1931 à Reno dans le Nevada et mort le 21 mars 1988 dans la même ville. Il est principalement connu pour son roman La Cicatrice.

## Biographie
Né le 14 février 1931 à Reno dans le Nevada et mort le 21 mars 1988. Ayant grandi en Belgique, grand voyageur, parfaitement bilingue, il vint à Paris et y obtint une licence en lettres françaises et un diplôme de journalisme. Il vécut alors principalement à Paris... sans y avoir jamais acquis son propre appartement.
Amoureux des spectacles parisiens, Bruce Lowery a écrit ses œuvres en français avant de les traduire dans sa langue natale, l'anglais. La Cicatrice, son premier roman, écrit en 1960, reçut en 1961 le Prix de l'Universalité de la Langue Française (prix Rivarol), puis en 1962 le prix de l'Académie française, remis au lauréat par Charles de Gaulle en personne. Il affirme dans une lettre à sa mère avoir ressenti une « intense émotion de solitude » face au général. 
Il enseigna également au collège Stanislas à Paris et soutint en Sorbonne une thèse sur Proust et James.  
Bruce Lowery est mort en 1988 d'un cancer de l'estomac.

## Œuvre
(21 février 2025).
- Si vous ne connaissez pas le sujet, laissez ce bandeau (vous pouvez alors contacter les auteurs).
- Si vous supprimez le contenu mis en cause (vous pouvez préalablement contacter les auteurs),

argumentez précisément cette suppression dans la page de discussion
(un manque de référence n'est pas un argument ; une recherche réelle de référence doit avoir été effectuée, être formellement documentée).
Son œuvre, quoique courte, marque la recherche de l'absolu et de l'infini, notamment dans Qui cherche le mal, ouvrage de réflexion et de considération philosophique. Son style épuré et simple, utilisé magistralement dans une logique de l'œuvre propre à chaque roman, prouve par ailleurs qu'avec des mots du quotidien l'écrivain peut transmettre de fortes émotions. La critique dénonça La Cicatrice comme une œuvre « où les enfants ne sont que des bourreaux ayant soif de cruauté ». Cela ne suffit bien sûr pas - loin de là - à définir ce roman qui rend compte en effet d'un topos scolaire : un nouvel élève arrive dans une classe, ce qui ne joue pas en faveur de sa popularité, et, qui pis est, il est pourvu d'une lèvre difforme. Mais l'œuvre rend compte aussi d'un passage, celui de l'innocence et de son bonheur inhérent à un acte contraire à la morale qu'il ne comprend pas lui-même. Bien d'autres éléments et thèmes sont mis en œuvre par ailleurs, autres que la "cruauté des enfants".
Si La Cicatrice est un roman régulièrement étudié, au moins par extraits dans des corpus en collèges et lycées, le reste de son œuvre semble rester dans l'ombre.  Porc-épic, Sur une île, Le Loup-Garou et Revanches ne sont plus édités en France. Il existe pourtant des similitudes entre La Cicatrice et Le Loup-Garou ; la  structure familiale est la même dans les deux œuvres : deux parents (bien que dans Le Loup-Garou Ralph s'avère être l'oncle et non le père), un jeune adolescent en personnage principal (Jeff a 13 ans au début de La Cicatrice, Darrick en a 14 dans Le Loup-Garou), la présence d'un petit frère. Les thèmes aussi se rejoignent : la différence, la mort, le surgissement du monstre et l'auto-destruction, le sens du spectacle. Le vieillard, le jeune enfant soumis, la famille idéale sont également des protagonistes importants, bien qu’ils soient traités différemment. Pourtant, il n’est rien de commun entre la sage Cicatrice et le terrible Loup-Garou.

## Œuvres
- La Cicatrice (prix Rivarol en 1961, prix de l'Académie française en 1962, Bourse annuelle de la Fondation del Duca en 1963[3])
- Porc-épic (1963)
- Sur une île (1965)
- Loup-garou (1969)
- Revanches (1970)
- Le philatosexuel (1972)
- Qui cherche le mal (1977)